# Уодделл, Изобель
Изобе́ль Уо́дделл (англ. Isobel Waddell) — шотландская кёрлингистка.
В составе женской команды Шотландии бронзовый призёр чемпионата мира 1982 и чемпионата Европы 1978. Чемпионка Шотландии среди женщин, среди смешанных команд и ветеранов.
Играла на позиции третьего.

## Достижения
- Чемпионат мира по кёрлингу среди женщин: бронза (1982).
- Чемпионат Европы по кёрлингу: бронза (1978).
- Чемпионат Шотландии по кёрлингу среди женщин: золото (1978, 1982).
- Чемпионат Шотландии по кёрлингу среди смешанных команд: золото (1987).
- Чемпионат Шотландии по кёрлингу среди ветеранов: золото (2010), бронза (2015).

## Команды
| Сезон                                        | Четвёртый       | Третий          | Второй          | Первый           | Запасной          | Турниры            |
| -------------------------------------------- | --------------- | --------------- | --------------- | ---------------- | ----------------- | ------------------ |
| 1977—78                                      | Изобель Торранс | Изобель Уодделл | Мэрион Армор    | Маргарет Уайзман |                   | ЧШЖ 1978           |
| 1978—79                                      | Изобель Торранс | Мэрион Армор    | Изобель Уодделл | Маргарет Уайзман |                   | ЧЕ 1978            |
| 1981—82                                      | Изобель Торранс | Изобель Уодделл | Мэрион Армор    | Маргарет Уайзман |                   | ЧШЖ 1982 · ЧМ 1982 |
| 1982—83                                      | Изобель Торранс | Изобель Уодделл | Мэрион Армор    | Маргарет Уайзман | ЧЕ 1982 (7 место) |                    |
| 2009—10                                      | Изобель Уодделл | Elma McCulloch  | Kathleen Scott  | Lynne Stevenson  |                   | ЧШВ 2010           |
| 2014—15                                      | Изобель Уодделл | Jackie Craig    | Dot Moran       | Liz Horton       | Jane McLaren      | ЧШВ 2015           |
| Кёрлинг для смешанных команд (mixed curling) |                 |                 |                 |                  |                   |                    |
| 1986—87                                      | Джим Уодделл    | Изобель Уодделл | Alec Torrance   | Изобель Торранс  |                   | ЧШСК 1987          |

(скипы выделены полужирным шрифтом)

## Частная жизнь
Член семьи кёрлингистов: её муж — кёрлингист Джимми Уодделл, чемпион Европы 1979 года; их внуки — шотландский кёрлингист Кайл Уодделл, чемпион мира и Европы, участник зимних Олимпийских игр 2018, и Крейг Уодделл, вместе с Кайлом бронзовый призёр чемпионата Европы.